# Mayada Al-Sayad
Mayada Al-Sayad (in arabo ميادة الصياد‎?; Berlino, 26 ottobre 1992) è una maratoneta e mezzofondista palestinese di nascita tedesca.

## Biografia
Figlia di padre palestinese e madre tedesca, Al-Sayad ha la doppia cittadinanza ma dal 2015 ha optato per competere internazionalmente per il paese paterno. Ha rappresentato la Palestina nel corso dei Giochi olimpici di Rio de Janeiro 2016, occasione in cui è stata portabandiera della delegazione nel corso della cerimonia d'apertura.

## Record nazionali
- 3 000 metri piani: 9'38"85 ( Berlino, 24 aprile 2016)
- 5 000 metri piani: 16'18"34 ( Berlino, 29 aprile 2017)
- 10 000 metri piani: 34'48"07 ( Celle, 7 maggio 2016)

## Palmarès
| Anno | Manifestazione                    | Sede           | Evento        | Risultato | Prestazione | Note |
| ---- | --------------------------------- | -------------- | ------------- | --------- | ----------- | ---- |
| 2015 | Mondiali                          | Pechino        | Maratona      | 50ª       | 2h53'39"    |      |
| 2016 | Giochi olimpici                   | Rio de Janeiro | Maratona      | 67ª       | 2h42'28"    |      |
| 2017 | Giochi della solidarietà islamica | Baku           | 10000 m piani | 8ª        | 36'20"46    |      |
| 2017 | Mondiali                          | Londra         | Maratona      | 68ª       | 2h54'58"    |      |
| 2019 | Mondiali cross country            | Aarhus         | Senior        | 94ª       | 43'24"      |      |
| 2019 | Mondiali                          | Doha           | Maratona      | 39ª       | 3h10'30"    |      |

## Altre competizioni internazionali
2013
- 65ª alla Maratona di Francoforte ( Francoforte sul Meno) - 3h08'22"
- 16ª alla ASICS Grand Ten ( Berlino) - 37'02"

2014
- 24ª alla Maratona di Francoforte ( Francoforte sul Meno) - 2h53'37"
- 12ª alla ASICS Grand Ten ( Berlino) - 36'30"

2015
- 13ª alla Maratona di Amburgo ( Amburgo) - 2h41'44"
- 10ª alla Mezza maratona di Berlino ( Berlino) - 1h17'14"

2016
- 17ª alla Maratona di Dubai ( Dubai) - 2h40'00"
- 4ª alla BIG25 ( Berlino), 25 km - 1h31'33"

2017
- 21ª alla Maratona di Francoforte ( Francoforte sul Meno) - 2h47'27"
- 5ª alla Mezza maratona di Hannover ( Hannover) - 1h15'18"

2018
- 42ª alla Maratona di Berlino ( Berlino) - 2h49'36"

2019
- 12ª alla Maratona di Hannover ( Hannover) - 2h39'28"
- 5ª alla AVON Frauenlauf ( Berlino) - 36'35"

2020
- 32ª alla Mezza maratona di Barcellona ( Barcellona) - 1h14'51"